# Umirim
Umirim é um município brasileiro do estado do Ceará.

## Etimologia
O nome vem do tupi 'ymirim, que significa "rio pequeno" (a mesma etimologia de Imirim).

## História
O fundador inicial da povoação de Riacho da Sela foi o capitão Carlos Antônio de Sales.
Umirim recebeu status de município no dia 5 de fevereiro de 1985, através da Lei nº Estadual 11.006, com território desmembrado de Uruburetama.

## Geografia
Sua população estimada em 2010 era de 18.807 habitantes.

### Reservas hidrográficas
- Rio Curu
- Rio Riachos Prata
- Rio Frio.
- Açude Caxitoré
- Açude Frios

### Distritos
- Caxitoré
- São Joaquim
- Moreira
- Carnaúba
- Torrões
- Serrote
- Oiticica
- Miranda
- Beira D'água

## Economia
Suas principais atividades econômicas são: 
- Agricultura de subsistência (milho, feijão);
- Criação de animais de pequeno porte (ovinos, caprinos e galinhas caipiras)
- Pequeno comércio;
- Produção artesanal (crochê, ponto de marca);
- Empregos diretos na administração municipal.

## Turismo
Destaca-se no município de Umirim os seguintes ponto turísticos:
- Balneários de Caxitoré (distrito de Caxitoré);
- Cidade Encantada;
- Pirâmide de Akhenaton;
- Açude Frios (divisa com o município de São Luís do Curu);
- Biblioteca Pública Municipal;
- Polo de Atendimento Josefa da Mota Brito;
- Estádio Municipal Hyazão;
- Praça do Aviador.

## Educação
Umirim conta com um Campus do Instituto Federal do Ceará (IFCE), que oferta uma graduação superior, em Licenciatura em Letras, e os cursos técnicos em Agropecuária e Informática.

Está instalado no Município um campus do Centro Universitário Inta (UNINTA), que oferta o curso de Bacharelado em Medicina Veterinária, o primeiro em regime de internato do Nordeste. Possuindo regime all-inclusive (habitação, alimentação e lazer), o campus Umirim conta com 212 alojamentos, dois restaurantes, uma lanchonete, auditórios, biblioteca, além de um Hospital Veterinário e mais de 19.500 m² de área dedicada aos animais.